# Johann Bartholome Caflisch
Johann Bartholome Caflisch (* 20. Januar 1817 in Chur; † 12. August 1899 in Trin) war ein Schweizer Politiker.
Als Sohn eines Oberstleutnants, der in sardinischen und französischen Diensten stand, besuchte Caflisch das Gymnasium in Chur, studierte Rechtswissenschaften in Tübingen, München und Pavia und war anschliessend Advokat in Chur.
Zwischen 1847 und 1883 sass er anfänglich für den Kreis Trin, dann für Chur im Bündner Grossen Rat und war 1874 Standespräsident. Er engagierte sich stark für die wirtschaftliche und politische Erneuerung Graubündens und war führendes Mitglied des Reformvereins, der die kantonale Verfassungsrevision von 1854 in Gang brachte. In den 1860er Jahren setzte er sich für eine Reform des Kleinen Rats und die Erweiterung der Bündner Volksrechte ein. Er sass zwischen 1853 und 1872 mehrmals im Ständerat und im Nationalrat. Als Anhänger der Bundesverfassung von 1848 befürwortete er auch die Revisionen von 1872 und 1874. Ebenso setzte er sich für die Vereinheitlichung des Schweizer Rechts ein.
Caflisch heiratete 1846 Franziska, geborene Hold. Sie war die Tochter des Luzius Hold und die Schwester von Hans Hold. 